# Мачнев, Пётр Прокопьевич
Пётр Прокопьевич Мачнев (4 июня 1928 — 7 мая 2010) — передовик советской строительной отрасли, бригадир каменщиков строительно-монтажного треста № 11 Министерства промышленного строительства СССР, город Куйбышев, Герой Социалистического Труда (1971).

## Биография
Родился в 1928 году в Воронежской области, в семье русских.
В 1943 году завершив обучение на курсах трактористов, поступил на работу в колхоз. До конца войны трудился на тракторе, обеспечивая страну продукцией сельского хозяйства.  
В 1948 году был призван в ряды Советской Армии. Служил в Берлине в роте связистов. В 1953 году переехал на постоянное место жительство в Куйбышев. Устроился работать разнорабочим в трест № 11, где и отработал 43 года, из которых 30 лет — бригадиром каменщиков. За это время его бригада участвовала в строительстве 9 школ, двух техникумов, огромного количества жилых домов, а также объектов социально-бытовой инфраструктуры. 
Указом Президиума Верховного Совета СССР от 5 апреля 1971 года за достижение высоких показателей в строительстве Петру Прокопьевичу Мачневу было присвоено звание Героя Социалистического Труда с вручением ордена Ленина и медали «Серп и Молот».  
В 1995 году вышел на заслуженный отдых. 
Проживал в городе Самара. Умер 7 мая 2010 года. Похоронен на центральной аллее кладбища «Рубежное». 

## Награды и звания
- Орден Ленина (05.04.1971)
- Золотая медаль «Серп и Молот» (05.04.1971)
- Медаль «За доблестный труд в ознаменование 100-летия со дня рождения Владимира Ильича Ленина» (1970)
- Медаль «За трудовое отличие» (1948)
- Медаль «За доблестный труд в Великой Отечественной войне 1941—1945 гг.» (1993)
- Медаль «Ветеран труда» (1999)
- Юбилейная медаль «Сорок лет Победы в Великой Отечественной войне 1941—1945 гг.» (1985)
- Государственная премия СССР (1979)
- Заслуженный строитель РСФСР (1966)
- Почётный гражданин города Куйбышева (04.11.1976)
- Знак ВЦСПС и ЦК ВЛКСМ «Наставник молодёжи»

## Память
Имя Героя Социалистического Труда носят улица Петра Мачнева в Самаре и Поволжский строительно-энергетический колледж им. П. Мачнева.